# جوناثان لندن
جوناثان لندن (بالإنجليزية: Jonathan London)‏ هو كاتب سيناريو ومخرج أمريكي، ولد في 5 ديسمبر 1978 في أوستن في الولايات المتحدة.

## وصلات خارجية
- جوناثان لندن على موقع IMDb (الإنجليزية)
- جوناثان لندن على موقع قاعدة بيانات الفيلم (الإنجليزية)
- جوناثان لندن على موقع كينوبويسك (الروسية)